# MORISAKI SHINYA
MORISAKI SHINYA（もりさき しんや）は、日本のイラストレーター、ミュージシャン、グラフィックデザイナー。2023年6月1日に森崎しいねに改名した。
名古屋造形大学卒業後、デザイン、イラストレーション、ディレクション、映像、音楽など、ジャンルを問わず幅広い制作活動をする。

2018年より音楽活動を始め、作詞から作編曲、ジャケットデザインまで全て自身が手がける。

2020年よりYouTubeチャンネルマリマリマリーのイラストレーター兼デザイナーとして、作画やグッズデザインなどを担当。

## 作品

### イラスト
- マリマリマリー - イラスト/デザイン[2]
- 竹内アンナ - シングル「Now For Ever」発売記念グッズイラスト、デザイン[3]
- ダンマスワールド4 - グッズイラスト、デザイン
- TOWER RECORDS - キャンペーン「愛のかざし聴き」ビジュアルイラスト、デザイン[4]
- サントリー - ほろ酔いCMのステッカーデザイン

### デザイン
- 業界の差し入れを食い尽くせ（番組ロゴデザイン）
- 北原一希 - YouTube「ちゃみちゃんねる」番組ロゴデザイン
- お金のギモン（番組ロゴデザイン）
- ＃ガチ恋！ 〜恋のガチトーク〜（番組ロゴデザイン）

## 音楽活動

### シングル
|     | 配信日         | タイトル                                |
| --- | -------------- | --------------------------------------- |
| 1st | 2018年9月18日  | 女児 in my heart                        |
| 2nd | 2019年8月13日  | 東横線                                  |
| 3rd | 2020年12月10日 | happy day                               |
| 4th | 2021年5月7日   | レトロシック                            |
| 5th | 2022年1月20日  | やさしい呪い                            |
| 6th | 2022年12月1日  | 1日遅れのクリスマス（feat.℃-want you!） |

### 楽曲提供
- EVER - シングル「ふたご座流星群」（作詞作編曲、レコーディング）
- EVER - シングル「二人のサマータイム」（作詞作編曲、レコーディング）
- Girls Upright - 「君がいれば」「彼女になりたい」「やさしくしないでよ」（作詞作編曲）[16]
- トレンディ・ボーイズ - アルバム「PLATONIC LOVE」（作詞作編曲、レコーディング 2020年10月31日）
- はらぺこちゃんねる - シングル「お願いダーリン」（作詞作編曲 2020年12月15日）[17]
- EVER - シングル「i miss you」（作詞作編曲、レコーディング 2020年12月31日）
- zanene - シングル「金持ちすぎて共感できないラブソング」（作曲 2023年7月30日）